# Radnice v Mukačevu
Mukačevská radnice (ukrajinsky Мука́чівська ра́туша, maďarsky Munkácsi városzháza) je sídlo samosprávy v ukrajinském městě Mukačevo. Historická budova byla zbudována na počátku 20. století. Novogotická stavba s prvky maďarské secese byla dokončena v roce 1904. Radnice stojí v samém centru města, na Náměstí míru na začátku Puškinovy ulice.

## Historie
V roce 1898 byla vypsána veřejná soutěž na budovu nové radnice. Zúčastnilo se jí celkem 13 projektů, vítězným se stal návrh maďarského architekta Jánose Bobuly mladšího. Stavební práce byly zahájeny dne 16. července 1903. Dohled nad samotnou stavbou vykonával samotný architekt budovy a inženýr Gustáv Bernovič. Základní kámen budovy byl položen dne 23. července 1903.
Architekt radnice ji dodal gotické rysy, které vznikly plně v duchu uherské secese. Radniční věž byla ovlivněna typickými rysy středověké uherské architektury. Vystupuje z hlavního průčelí stavby spolu s dvěma malými symbolickými věžemi. Na rozích pod nimi se nachází historický znak města zobrazující Svatého Martina na koni.